# 福耳 (映画)
『福耳-FUKUMIMI-』（ふくみみ）は、2003年製作の日本映画。宮藤官九郎の初主演映画である。

## ストーリー
フリーターの里中高志（演：宮藤官九郎）は、浅草にある高齢者用マンション「東京パティオ」の中にあるレストラン「タイムマシン」で働くことに。理由は以前入院した病院の看護師だった信長珪（演：高野志穂）に一目惚れし跡を追い、彼女がこのマンションでヘルパーとして働いていることを突き止めたため。仕事の初日、マンションの前で高志は不思議な老人（演：田中邦衛）に出会う。実はこの老人はその朝亡くなっていて、この世に未練があるからと高志に取り憑いてしまう。こうしてフリーターの若者と幽霊の老人の奇妙な共同生活が始まった。

## キャスト
- 宮藤官九郎 - 里中高志
- 田中邦衛 - 藤原富士郎
- 高野志穂 - 信長珪
- 司葉子 - 神崎千鳥
- 坂上二郎 - 緑川
- 宝田明 - 五郎
- 谷啓 - 小林
- 横山通乃 - 良子
- 弓恵子 - 小林敦子
- 多々良純 - 藤掛
- 千石規子 - 茜
- 上田耕一
- 六平直政
- 津田寛治
- 池内万作
- 徳井優
- ガダルカナル・タカ
- 山田幸伸
- 松本じゅん
- 西澤安澄
- 河田麗子
- 浅井明
- ティーチャ佐川真
- 安田美香
- 鍵田恵子
- 倉持由香
- 河崎早春
- 若林英敏
- 岩崎浩明
- 橋口和子
- 水谷俊雄
- 岩渕雄介
- Rマニア

## スタッフ
- 監督：瀧川治水
- 脚本：冨川元文
- 撮影：栢野直樹
- 照明：矢部一雄
- 音楽：大谷幸
- プロデューサー：岡田裕（アルゴ・ピクチャーズ）、高橋洋（エックスヴィン）
- ラインプロデューサー：井上文雄
- 特別協力：日本高齢・退職者福祉推進協会
- 特別後援：日本高齢・退職者連合
- 制作プロダクション：アルゴ・ピクチャーズ

## 主題歌
「昔出会った風」
歌：川島愛華

## 小説版
冨川元文著『福耳』国書刊行会 2003年（平成15年） ISBN 9784336045584